# Xa lộ Liên tiểu bang 37

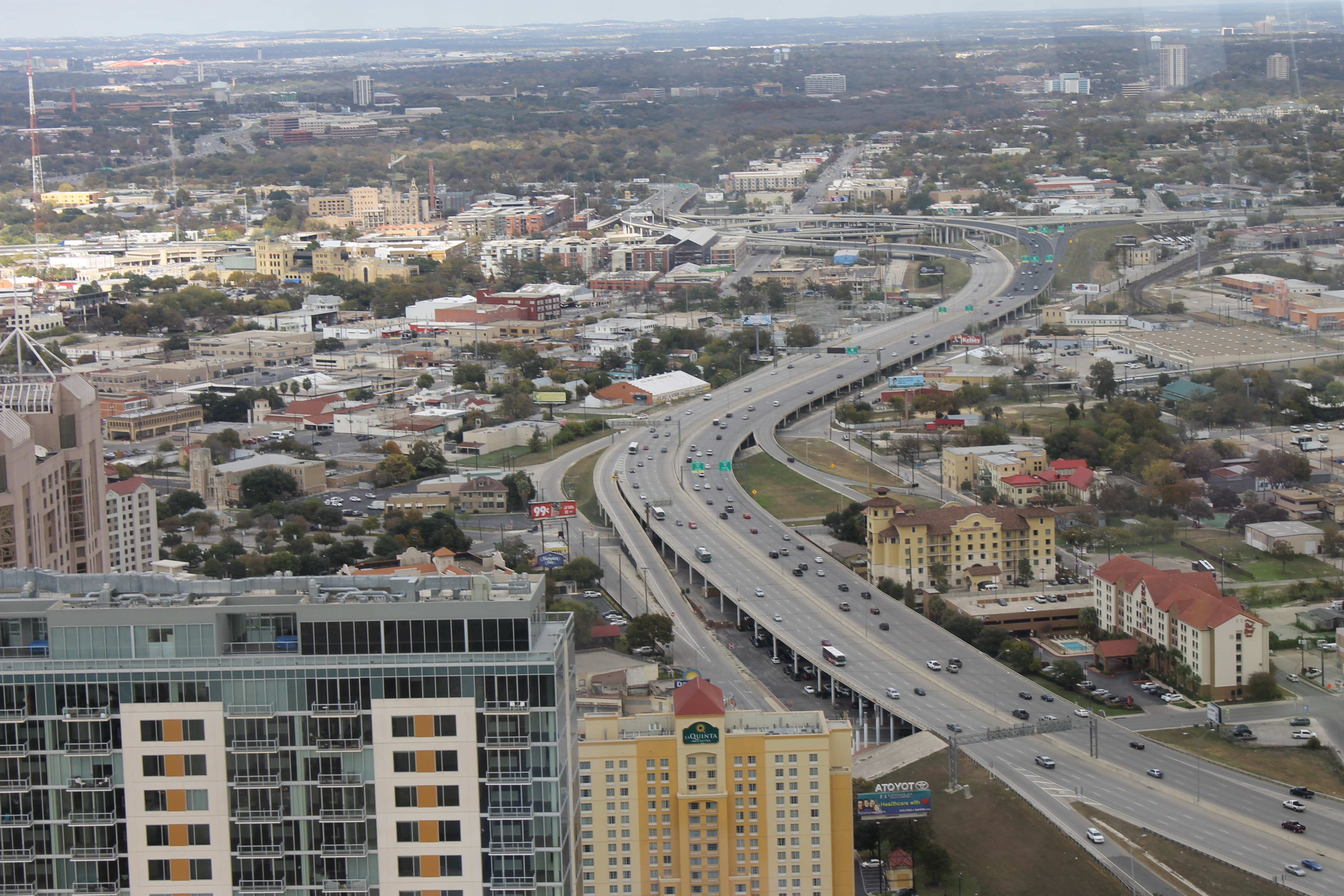
Xa lộ Liên tiểu bang 37 ở phía trên Tower of the Americas tại San Antonio, Texas

Xa lộ Liên tiểu bang 37 (tiếng Anh: Interstate 37 hay viết tắt là I-37) là một xa lộ liên tiểu bang nội tiểu bang dài 143,0 dặm (230,1 km), nằm hoàn toàn bên trong tiểu bang Texas của Hoa Kỳ.  Xa lộ này ban đầu được đặt tên vào năm 1959 như một con đường giao thông giữa thành phố Corpus Christi và San Antonio.  Công cuộc xây dựng tại các đô thị Corpus Christi và San Antonio bắt đầu vào thập niên 1960 và các đoạn xa lộ tại các vùng nông thôn được hoàn thành vào thập niên 1980.  Trước khi có I-37, lộ trình đi giữa Corpus Christi và San Antonio được hai xa lộ kết hợp phục vụ, đó là Xa lộ Tiểu bang Texas 9 (SH 9) từ Corpus Christi đến Three Rivers và Quốc lộ Hoa Kỳ 281 (US 281) từ Three Rivers đến San Antonio.  Khi xây dựng I-37, Xa lộ Tiểu bang Texas 9 bị loại bỏ khỏi Hệ thống xa lộ tiểu bang Texas.
Điểm đầu phía nam của xa lộ này nằm tại Quốc lộ Hoa Kỳ 181 và Xa lộ Tiểu bang Texas 35 trong thành phố Corpus Christi.  Điểm đầu phía bắc của nó nằm tại Xa lộ Liên tiểu bang 35 trong thành phố San Antonio.  Xa lộ được tiếo tục bởi Quốc lộ Hoa Kỳ 281 lên phía bắc thành phố San Antonio trong vai trò một xa lộ cao tốc then chốt.  Tại thành phố Corpus Christi, xa lộ tạo lối đi đến khu vực phố chính thành phố, Cảng Corpus Christi và Phi trường Quốc tế Corpus Christi.  Tại thành phố San Antonio, xa lộ tạo lối đến khu vực phố chính thành phố San Antonio, Brooks City-Base, Alamodome, Tháp the Americas, Đường đi dạo Sông San Antonio, khu tưởng niệm Alamo. Ngoài ra xa lộ cũng tạo lối đến Phi trường Quốc tế San Antonio qua ngã Quốc lộ Hoa Kỳ 281.  Xa lộ cung cấp tuyến giao thông liên kết quan trọng giữa Xa lộ Liên tiểu bang 35 và Duyên hải Vịnh Mexico của tiểu bang Texas cũng như đóng vai trò như một xa lộ di tản tránh bão khẩn cấp khỏi duyên hải miền nam Texas.

## Mô tả xa lộ

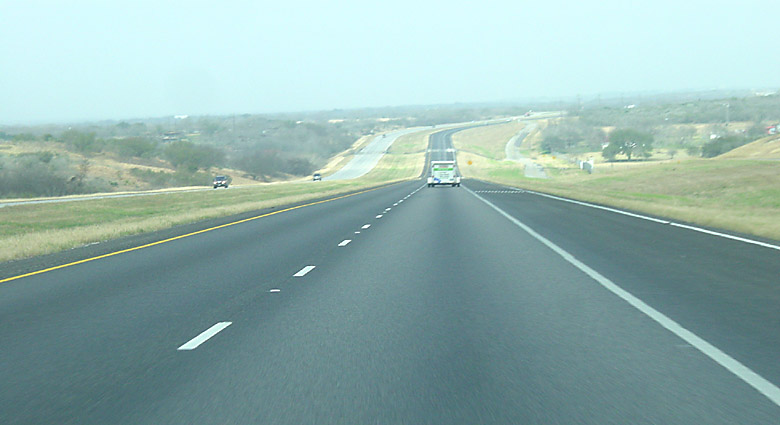
Một đoạn đường của I-37 giữa Corpus Christi và San Antonio

I-37 bẳt đầu trong thành phố Corpus Christi trên Duyên hải Vịnh Mexico thuộc tiểu bang Texas và chạy lên hướng bắc đến thành phố San Antonio.  Đây là xa lộ chính yếu giữa Xa lộ Liên tiểu bang 35 và Vịnh Mexico và các thành phố nằm trong Thung lũng Rio Grande là Brownsville và McAllen qua ngã Quốc lộ Hoa Kỳ 281 và Quốc lộ Hoa Kỳ 77.  Xa lộ cũng đóng vai trò như một trong số ít xa lộ di tản tránh bão cho vùng duyên hải miền nam tiểu bang Texas.  Xa lộ gần như chạy song song với Quốc lộ Hoa Kỳ 181 và Quốc lộ Hoa Kỳ 281. Trên thực tế, US 181 cùng bắt đầu và kết thúc tại I-37.
Không chính thức, I-37 bắt đầu tại giao lộ với Đại lộ Shoreline ở ngoài rìa Vịnh Corpus Christi. Sau đó nó hướng về phía tây như một con đường trên mặt đất cho ba khối nơi nó trở thành lối vào và lối ra dốc nối với đường cao tốc. Điểm đầu phía nam của I-37 nằm tại điểm kết nối với US 181 và SH 35 gần Vịnh Corpus Christi trong thành phố Corpus Christi.
I-37 đi hướng tây từ US 181 qua thành phố Corpus Christi, giao cắt hai xa lộ cao tốc là SH 286 (Xa lộ cao tốc Crosstown) và SH 358 (Lộ Đảo Padre).  Xa lộ quay hướng tây bắc sau khi qua nút giao thông với SH 358.  Ngay trước khi rời địa giới thành phố Corpus Christi, I-37 giùao cắt và có một đoạn trùng ngắn với Quốc lộ Hoa Kỳ 77.  Cả hai xa lộ tiếp tục đi hướng bắc và tách nhau sau khi qua Sông Nueces.  I-37 tiếp tục theo hướng tây bắc trong khi đó US 77 tiếp tục theo hướng đông bắc.
I-37 đi qua vùng nông thôn ngay khi ra khỏi bên ngoài địa giới thành phố Corpus Christi trên đường đến Mathis và Hồ Corpus Christi.  Nó tiếp tục đi hướng tây bắc và giao cắt với Quốc lộ Hoa Kỳ 59 ở phía đông George West.  I-37 bắt đầu chạy song song với US 281 về phía đông trước khi hai xa lộ cắt nhau và chạy trùng nhau ở phía bắc thành phố Three Rivers gần Hồ chứa nước Choke Canyon.  Quốc lộ Hoa Kỳ Thay thế 281 tách ra từ US 281/I-37 gần Sunniland và chạy song song với US281/I-37 trước khi nhập lại ở phía bắc Campbellton.  I-37 và US 281 vẫn chạy trùng nhau cho đến khi US 281 tách khỏi để đí đến Pleasanton trong khi đó I-37 đi tránh thành phố về phía đông.  Sau khi US 281 rời để đi về hướng tây bắc, I-37 quay hướng bắc để đi đến thành phố San Antonio.

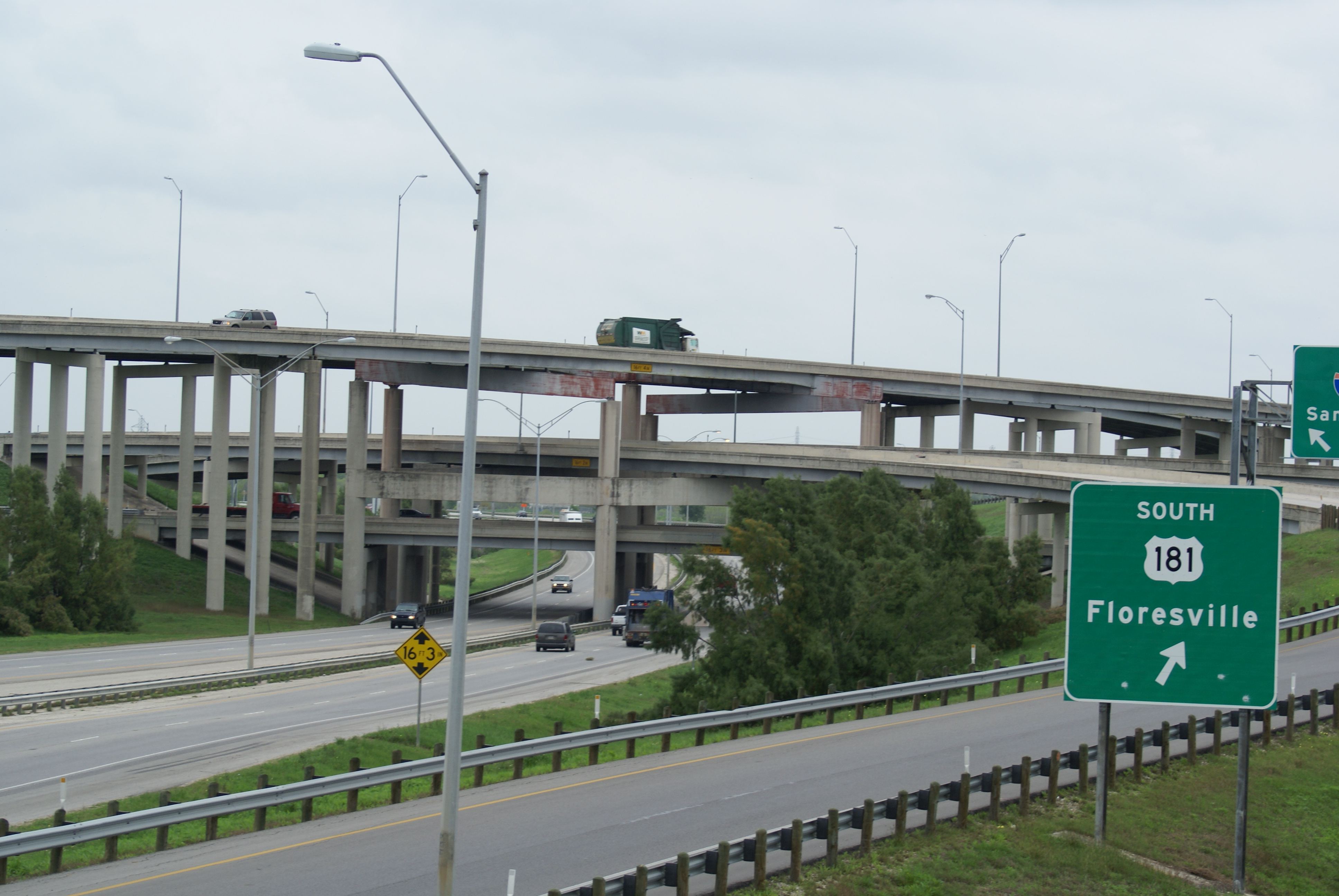
Nút giao thông lập thể I-37 và I-410 ở phía đông nam thành phố San Antonio

Khi I-37 vào địa giới thành phố San Antonio, nó giao cắt điểm đầu phía bắc của Quốc lộ Hoa Kỳ 181.  Tiếp tục hướng bắc, I-37 giao cắt I-410, đây là xa lộ vành đai quanh thành phố San Antonio.  Tại điểm kết nối này, I-37 một lần nữa chạy trùng với US 281 mà trước đó chay trùng với I-410.  Đi hướng bắc qua phía nam thành phố San Antonio, I-37 tạo lối đi đến Brooks City-Base.  Sau nút giao thông lập thể tại Xa lộ vành đai Tiểu bang Texas 13, I-37 quay về hướng tây bắc. Xa lộ giao cắt với Xa lộ Liên tiểu bang 10 là xa lộ chạy trùng với Quốc lộ Hoa Kỳ 90 và Quốc lộ Hoa Kỳ 87 tại nút giao thông lập thể ở góc đông nam phố chính của San Antonio.  Sau nút giao thông, I-37 lần nữa đi về hướng bắc trên phía đông phố chính.  Nó đi qua gần Alamodome, Tháp the Americas, Đường đi dạo Sông San Antonio và khu tưởng niệm Alamo.  I-37 kết thúc tại gốc đông bắc phố chính tại điểm kết nối với I-35.  US 281 tiếp tục đi hướng bắc trong vai trò một xa lộ cao tốc tạo lối đi đến Phi trường Quốc tế San Antonio.
I-37 tại San Antonio từ I-410 đến I-10 được đặt tên là Xa lộ cao tốc Lucian Adams để vinh danh cựu chiến binh Chiến tranh thế giới thứ hai.  Adams là người gốc thành phố Port Arthur, và nhận được Huân chương Vinh dự vì phục vụ tại Pháp cũng như nhận được Huân chương Ngôi sao Đồng và Trái tim Tím vì sự dũng cảm của ông trong Chiến dịch Cassino. Từ I-10 đến điểm đầu phía bắc nằm tại I-35, xa lộ được đặt tên là Xa lộ cao tốc William J. Bordelon. Bordelon là người gốc thành phố San Antonio đầu tiên nhận Huân chương Vinh dự sau khi tử trận trong thời Chiến tranh thế giới thứ hai.

## Lịch sử
Trước I-37, tuyến đường giữa Corpus Christi và San Antonio được bao phủ bởi SH 9 từ Corpus Christi đến Three Rivers và US 281 từ Three Rivers đến San Antonio. Bắt đầu từ năm 1971, các phần của SH 9 đã được chính thức loại bỏ khỏi Hệ thống Đường cao tốc Tiểu bang khi I-37 được hoàn thành. Không có phần nào của Quốc lộ Hoa Kỳ 281 bị loại khỏi Hệ thống đường cao tốc quốc gia do việc xây dựng I-37, nhưng hai phần này có chung đường thẳng tại hai điểm khác nhau giữa San Antonio và Three Rivers. Ngoài ra, US 281 được chuyển hướng đến I-37 ở San Antonio vào năm 1978.
I-37 được chỉ định lần đầu tiên vào năm 1959 để cung cấp một tuyến đường giữa San Antonio và Corpus Christi. Việc xây dựng bắt đầu vào những năm 1960 và tuyến đường được hoàn thành vào những năm 1980. Phần đầu tiên của đường cao tốc hoàn thành là ở Corpus Christi. Xa lộ được hoàn thành từ ga cuối phía nam đến 1,2 dặm (1,9 km) về phía tây tại cầu vượt Port Avenue để bao gồm nút giao SH 286 vào năm 1963. Trong năm 1964, đường cao tốc đã được mở rộng thêm 1,1 dặm (1,8 km) về phía tây với việc hoàn thành của nút giao Nueces Bay Boulevard và Buddy Lawrence Boulevard. Đến năm 1965, đường cao tốc đã được mở rộng thêm về phía tây 1,4 dặm (2,3 km) to Navigation Boulevard. Vào 1966, nút giao với SH 358 đã hoàn thiện, theo các làn chính tới đường Products Road, 1,0 dặm (1,6 km) ở phía tây nút giao SH 358. Đến năm 1968, cao tốc hoàn thành với việc thêm 8,1 dặm (13,0 km) xa hơn về phía tây đến đường Callicoatte. Cầu I-37 hướng nam qua sông Nueces được xây dựng vào năm 1933 cho US 77 (tương lai I-69E) khi nó lần đầu tiên được chuyển qua Corpus Christi. Cầu bắc cầu được xây dựng vào năm 1958 với việc mở rộng US 77 (tương lai I-69E) lên bốn làn xe.